# Milostné historky
Milostné historky (v originále Les Choses qu'on dit, les Choses qu'on fait) je francouzský hraný film z roku 2020, který režíroval Emmanuel Mouret podle vlastního scénáře. Snímek měl světovou premiéru na filmovém festivalu v Angoulême dne 29. srpna 2020.

## Děj
Maxime jede na venkov navštívit svého bratrance Françoise. Ten však musel odjet a doma zůstala pouze jeho přítelkyně Daphné ve třetím měsíci těhotenství. Po čtyři dny se Maxime a Daphné poznávají tím, že si vyprávějí své nedávné milostné příběhy.

## Obsazení
| Camélia Jordana          | Daphné            |
| Niels Schneider          | Maxime            |
| Vincent Macaigne         | François          |
| Émilie Dequenneová       | Louise            |
| Jenna Thiam              | Sandra            |
| Guillaume Gouix          | Gaspard           |
| Julia Piaton             | Victoire          |
| Jean-Baptiste Anoumon    | Stéphane          |
| Louis-Do de Lencquesaing | režisér           |
| Lise Lomi                | Claire            |
| Sarah Capony             | Bianca            |
| Fanny Gatibelza          | Stéphanova žena   |
| Milla Savarese           | Léa               |
| Catherine Lecoq          | obchodník s vínem |
| Sacha Requiem            | přítel Claire     |
| Claude Pommereau         | filozof           |

## Ocenění
- Cena Lumières: nejlepší film; nominace v kategoriích nejlepší režie (Emmanuel Mouret), nejlepší scénář (Emmanuel Mouret), nejlepší herec (Niels Schneider), nejlepší herečka (Camélia Jordana), nejlepší kamera (Laurent Desmet)
- César: nejlepší herečka ve vedlejší roli (Émilie Dequenne) nominace v kategoriích nejlepší film, nejlepší režie (Emmanuel Mouret), nejlepší herečka (Camélia Jordana), nejlepší herec (Niels Schneider), nejlepší herec ve vedlejší roli (Vincent Macaigne), nejslibnější herečka (Julia Piaton), nejlepší původní scénář (Emmanuel Mouret), nejlepší zvuk (Maxime Gavaudan, François Mereu a Jean-Paul Hurier), nejlepší kamera (Laurent Desmet), nejlepší střih (Martial Salomon), nejlepší kostýmy (Hélène Davoudian), nejlepší výprava (David Faivre)
- Cena Francouzského syndikátu filmových kritiků za nejlepší francouzský film
- Le Masque et la Plume: cena posluchačů za nejlepší francouzský film
- Magritte: nominace pro nejlepší herečku ve vedlejší roli (Émilie Dequenneová)

Snímek držel s filmem Cyrano z Bergeracu (nominovaným na Césara v roce 1991) rekord v nejvyšším počtu nominací (13 kategorií). Porazil je film Ztracené iluze s 15 nominacemi Césara v roce 2022.
Film byl nominován na pět hlavních Césarů (nejlepší film, nejlepší režie, nejlepší herec, nejlepší herečka a nejlepší původní scénář), ale nevyhrál žádnou z nich.